# Apahida
Apahida (Roemeens en Hongaars, Duits: Odendorf / Brenndorf / Briegendorf) is een gemeente en dorp in Cluj. Apahida ligt in de regio Transsylvanië, in het westen van Roemenië. De gemeente bestaat uit 8 dorpen; Apahida, Bodrog (Bodrog), Câmpeneşti, Corpadea (Kolozskorpád), Dezmir (Dezmér), Pata (Kolozspata), Sânnicoară (Szamosszentmiklós) en Sub Coastă (Telekfarka).
De gemeente had lang een vooral ruraal karakter, de laatste decennia is het echter een snelgroeiende voorstad van Cluj-Napoca (Kolozsvár) aan het worden. Dit mede dankzij de verbeterde infrastructuur, de plaats is verbonden aan de oostelijke rondweg om de stad en er zijn plannen voor een suburbane lightrail tussen Cluj en Apahida. De gemeente is onderdeel van de Metropoolregio Cluj-Napoca. 

## Naam
De naam Apahida betekent in het Hongaars Abtsbrug, de Roemeense naam is dezelfde terwijl de Duitse (saksische bevolking) haar eigen naam gaf aan het dorp; Brenndorf/Bruckendorf is verwant aan 'brug' in de Hongaarse naam.

## Archeologische vindplaats
Nabij Apahida bevindt zich de Apahida Necropolis, een beroemde archeologische site waar in 1896 de eerste vondsten werden gedaan. Er werd een graf gevonden met gouden stukken, deze zijn te zien in het Nationaal Museum in Budapest. Ook in 1968 en 1973 werden er vondsten gedaan die te zien zijn in een museum in Boekarest. De graven zijn van belangrijke leiders van de Gepiden een volk dat opkwam na de neergang van het Hunnenrijk, het Gepidenrijk was kortdurend en had zijn grootste omvang tussen de jaren 539 en 551. In het jaar 567 ging het rijk al weer ten onder en vestigden de Avaren een rijk in het gebied.

## Bevolking
Bij de volkstelling in 2002 verklaarden 8.010 (91%) van de 8.785 inwoners zich Roemeen, 405 (4,6%) Hongaren, 363 (4,1%) Roma en 3 Duitstaligen.
Sinds 2002 is de gemeente Apahida door de suburbanisatie rond Cluj-Napoca gegroeid tot 10.685 inwoners in 2011. Het aandeel van de Hongaren is licht teruggelopen naar 4,01%, de Roma maken nu 3,86% van de bevolking uit en de Roemenen vormen met 85,5% van de bevolking de meerderheid.
In het dorpje Bodrog zijn de Hongaren in de meerderheid.

## Galerij

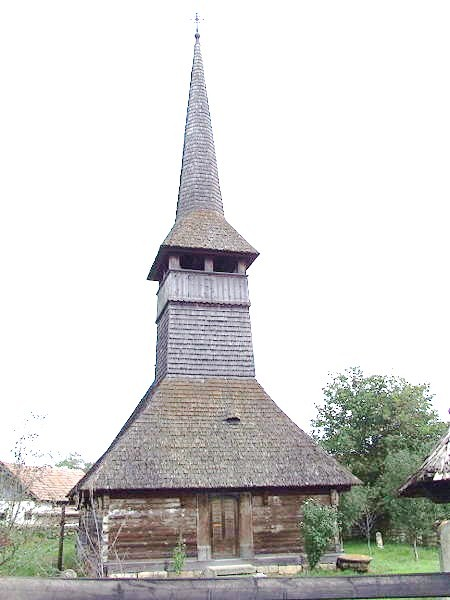
Houten kerk van Apahida
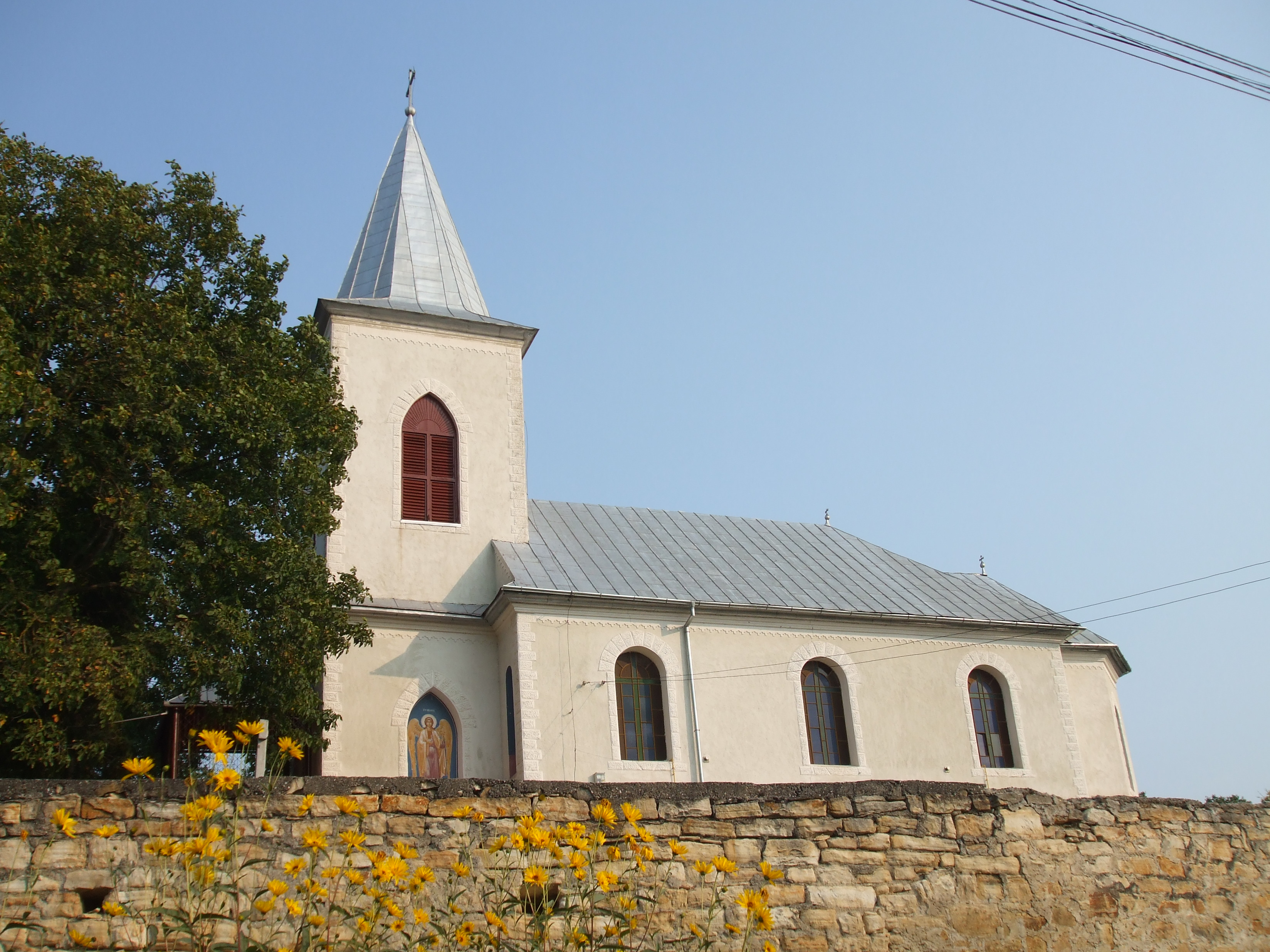
Kerk van Dezmir
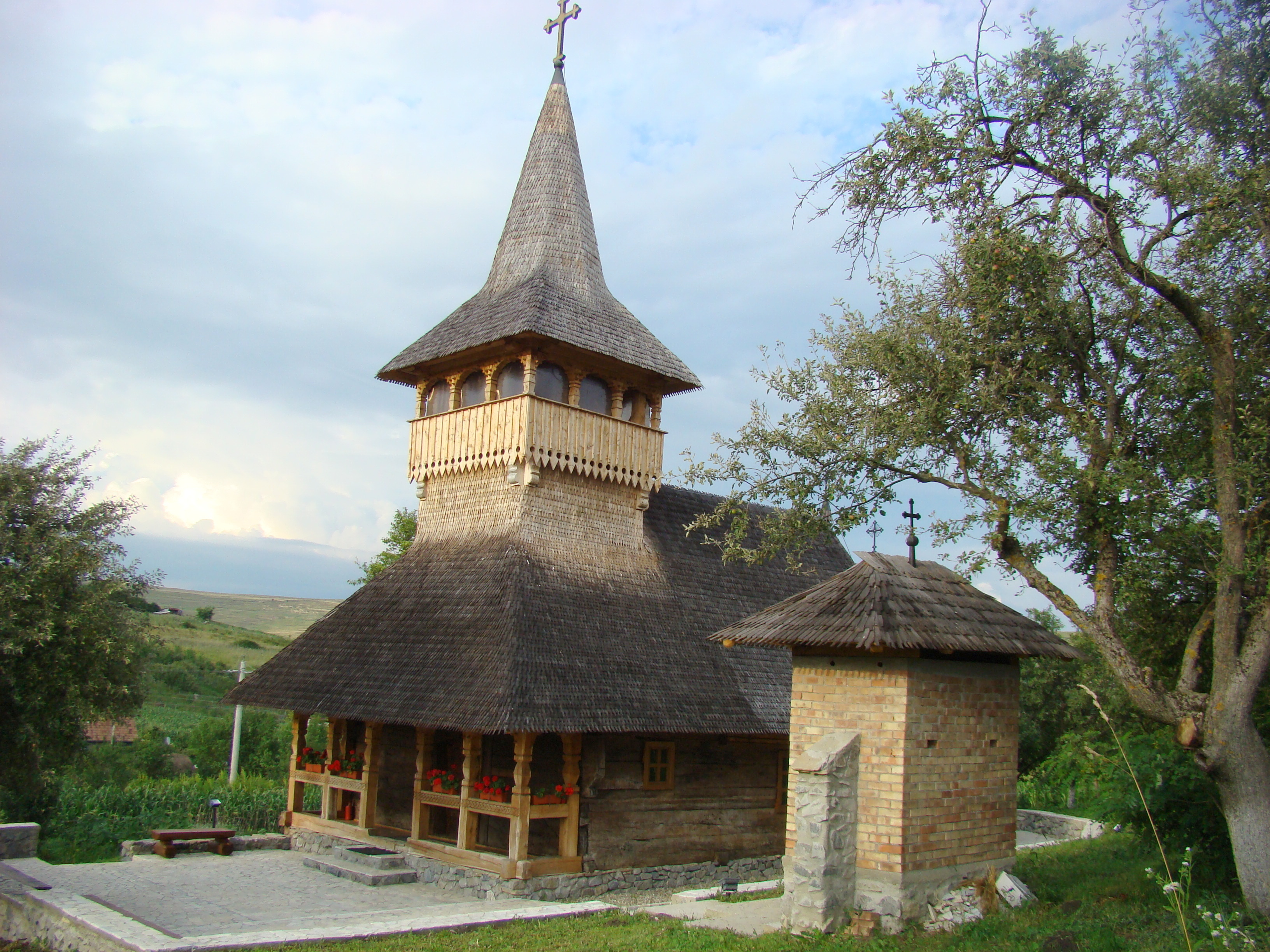
Houten kerk van Câmpenești
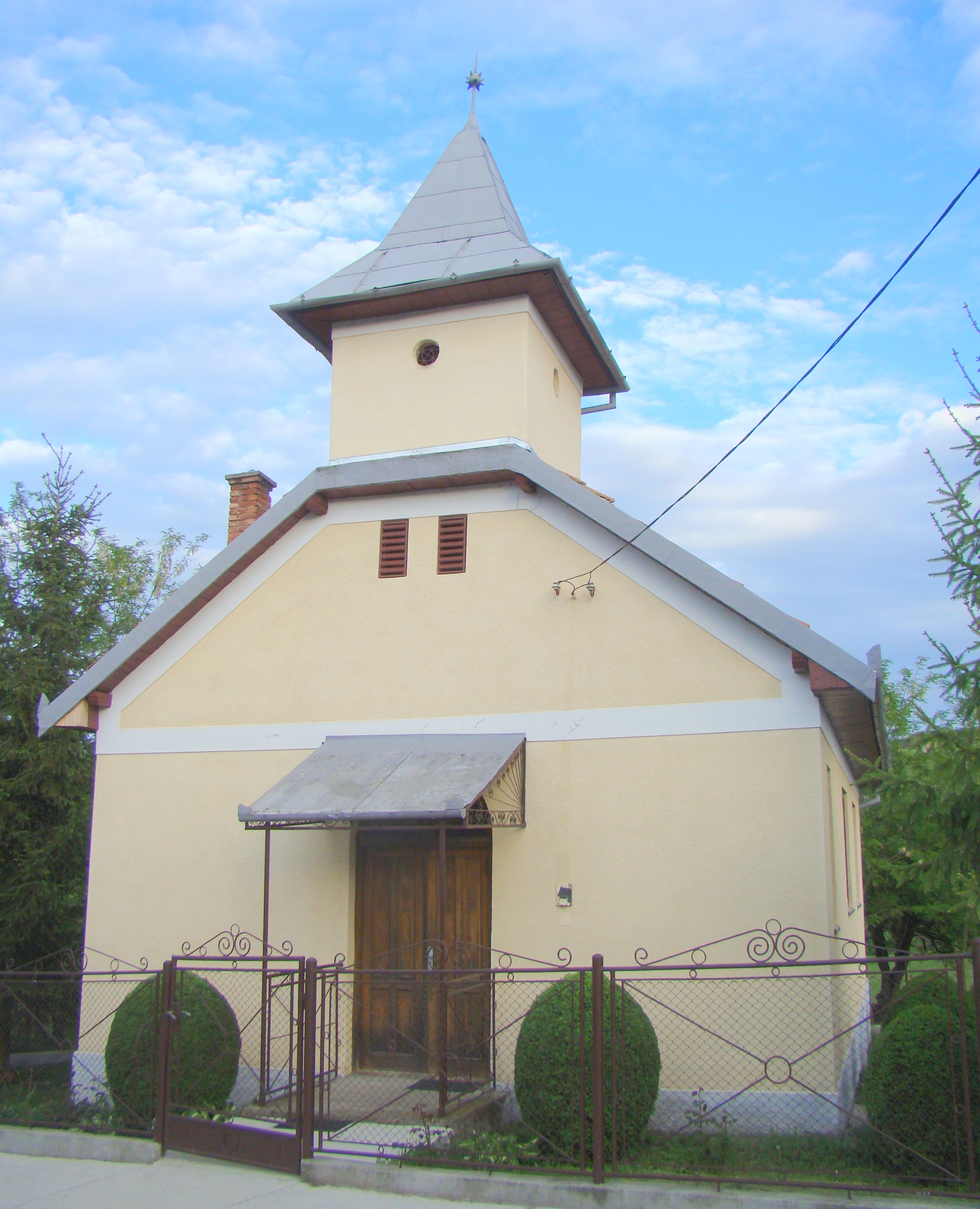
Hongaars Gereformeerd Kerkje van Bodrog
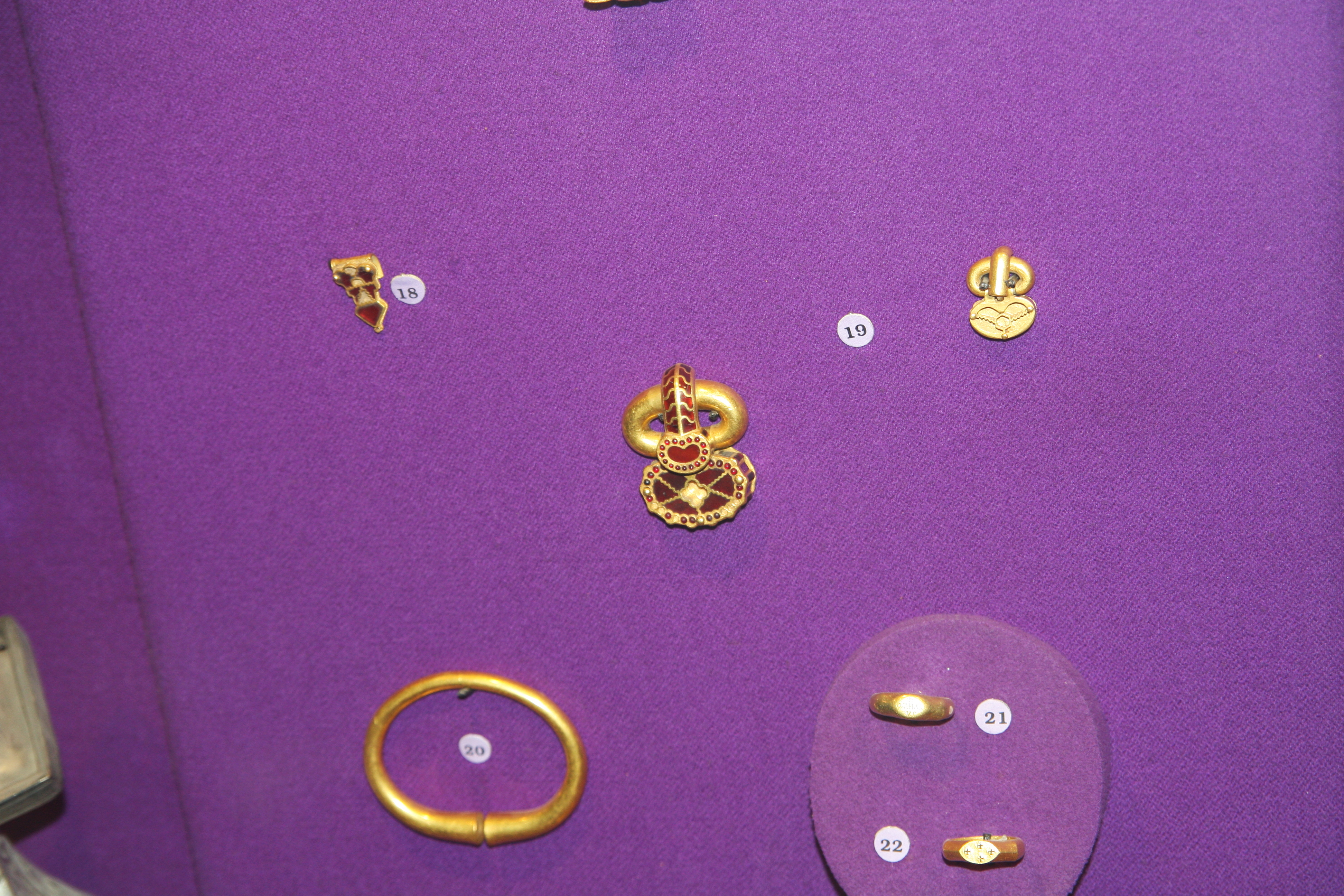
Gouden Gepiden-schatten van de opgravingen
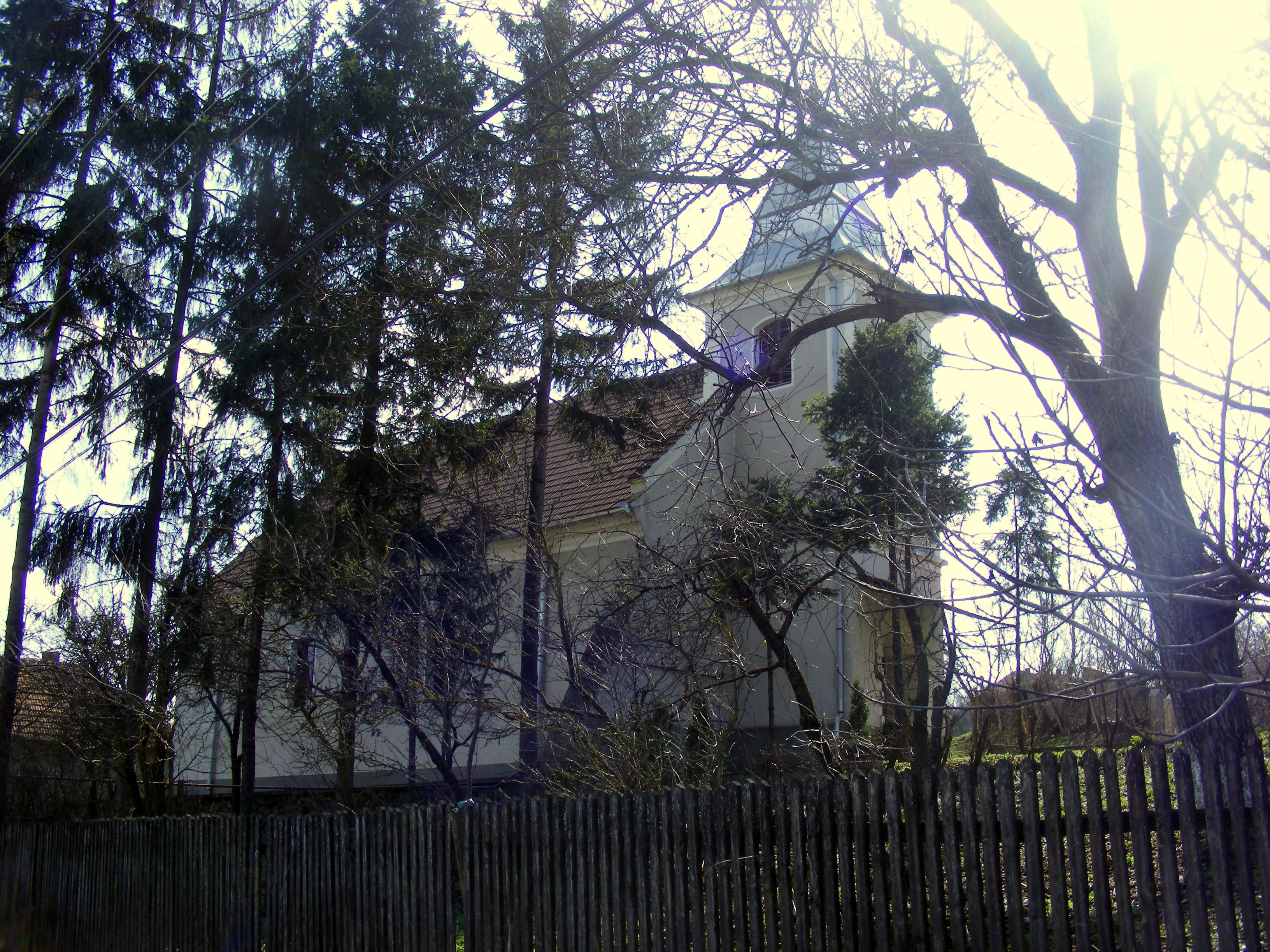
Hongaars Gereformeerde kerk van Pata

Steden met gemeentestatus: Cluj-Napoca · Turda · Câmpia Turzii · Dej · Gherla

Stad zonder gemeentestatus: Huedin

Gemeenten: Aghireșu · Aiton · Aluniș · Apahida · Așchileu Mare · Baciu · Băișoara · Beliș · Bobâlna · Bonțida · Borșa · Buza · Căianu · Călățele · Cămărașu · Căpușu Mare · Cășeiu · Cătina · Câțcău · Ceanu Mare · Chinteni · Chiuiești · Ciucea · Ciurila · Cojocna · Cornești · Cuzdrioara · Dăbâca · Feleacu · Fizeșu Gherlii · Florești · Frata · Gârbău · Geaca · Gilău · Iara · Iclod · Izvoru Crișului · Jichișu de Jos · Jucu · Luna · Măguri-Răcătău · Mănăstireni · Mărgău · Mărișel · Mica · Mihai Viteazu · Mintiu Gherlii · Mociu · Moldovenești · Negreni · Pălatca · Panticeu · Petreștii de Jos · Ploscoș · Poieni · Râșca · Recea-Cristur · Săcuieu · Săndulești · Săvădisla · Sânncraiu · Sânmartin · Sânpaul · Someșeni · Sic · Suatu · Tritenii de Jos · Tureni · Țaga · Unguraș · Vad · Valea Ierii · Viișoara · Vultureni